# Anabarhynchus thoracicus
Anabarhynchus thoracicus är en tvåvingeart som beskrevs av Krober 1932. Anabarhynchus thoracicus ingår i släktet Anabarhynchus och familjen stilettflugor. Inga underarter finns listade i Catalogue of Life.